# Albuixech
Albuixech (antiguamente en español Albuxec) (en valenciano, Albuixec) es un municipio de la Comunidad Valenciana, España. Pertenece a la comarca de la Huerta Norte, en la provincia de Valencia y dista 11 km de Valencia. Su población es de 4419 habitantes (INE 2024).

## Toponimia
Aunque existen diversas teorías sobre el origen del topónimo, la más aceptada lo deriva del árabe: أبو إسحاق (Abū Isḥāq), «padre de Isaac».

## Geografía
Situado en la comarca de la Huerta Norte, se encuentra a 9 km de la capital, Valencia. Es un municipio de la zona costera de la huerta de Valencia. La costa dista 2 km del casco urbano. Es baja y arenosa, con una extensión de playa de algo más de un kilómetro.
Localidades limítrofes
|         | Masalfasar                                           |                  |
| Museros |                                                      | Mar Mediterráneo |
|         | Albalat dels Sorells, Valencia (Mahuella-Tauladella) |                  |

## Historia
Albuixech fue una alquería andalusí que recibe su nombre de Abu Ishaq, laqab o apelativo de varón que quizá fue su fundador. Durante la época musulmana, fueron la tribu de los Ameiríes quienes dominaron todo el territorio valenciano y establecieron los reinos Taifas de Valencia, del que dependía esta población.
Zayd Abu Zayd, apodado "El Grave", era dueño absoluto de Albuixech y de la mayoría de los castillos de Castellón, entre ellos los de Eslida, Castro de Alfondeguilla, Villamalur, Arenoso. Ibn Hud de Murcia, que pertenecía a los Abbasíes, quiso apoderarse de algunas propiedades pertenecientes a Abu Zayd, entre ellas la de Albuixech, pero se le obligó a firmar un tratado de paz y desistir de estas pretensiones. Esto facilitó la toma de posesión pacífica por parte del rey Jaime I que donó el lugar al obispo de Valencia, Berenguer de Castellbisbal.
Teresa Gil de Vidaura fue la señora de la población hasta que rey Pedro el Grande la revirtió a la Corona, dejando un pequeño feudo a favor del Obispado de Valencia. Alfonso el Magnánimo nombró administrador de Albuixech a su Recaudador de confianza Luciano Martínez Yunta.
El 15 de septiembre de 1479 pasó a manos de Juan Folc de Cardona y Juana de Aragón. Albuixech quedó sometida a los Fueros de Aragón con fecha 5 de diciembre de 1556 y consiguió ser municipio independiente a todos los efectos. Posteriormente el Ducado de Gandía reclamó ante Felipe II que la población fuese otra vez administrada bajo su propiedad; pero el rey recusó esta propuesta y permaneció dependiente de la Corona.
En 1610 la villa fue abandonada totalmente y solo quedó en pie la iglesia, que se convirtió en un santuario de cierta importancia. Pese a todo la recuperación fue rápida: en 1794 tenía ya más de 400 habitantes.
Con la guerra de la Independencia, entre 1808 y 1814, la población sufrió sus desastrosas consecuencias. Se vio también envuelta en guerras carlistas. En 1837, el general Cabrera recorrió esta zona de la huerta valenciana. En el Diccionario de Madoz (1845-1850) aparece la siguiente descripción:

L[ugar] con ayunt[amiento] [...] Sit[uado] en terreno llano cerca de la costa, á la der[echa] del camino real de Barcelona [...] Forman el casco de la pob[lación] 190 casas derramadas por el térm[ino] en cas[eríos] de labor; sirviéndose sus moradores de aguas de fuente de buena calidad; tiene una escuela de primeras letras para niños y otra para niñas [...] Hay una parr[oquia] con el título de Ntra. Sra. de Albuixech [...] Su jurisd[icción] abraza 700 cahizadas de tierra, de las cuales 600 se cultivan, siendo de 1.ª calidad 100 destinadas á la siembra de melones, trigo, maíz, judías y hortaliza; 200 de 2.ª á alfalfa, cebollas y navos; y 300 de 3.ª a viñedo y otros árboles, pudiendo las incultas aprovecharse para el arroz, como se practicaba antes. [...] Pobl[ación]: 176 vec[inos], 880 alm[as].
Diccionario de Madoz

También con la última contienda española de la Guerra Civil de 1936-1939 la población de Albuixech se vio afectada por este conflicto armado. Se crearon algunas milicias para ir a combatir junto a los republicanos a la batalla del Ebro.

## Demografía
Albuixech cuenta con una población de 4419 habitantes (INE 2024).
| Gráfica de evolución demográfica de Albuixech entre 1842 y 2021                                                     |
| |
| Población de derecho según los censos de población del INE Población de hecho según los censos de población del INE |

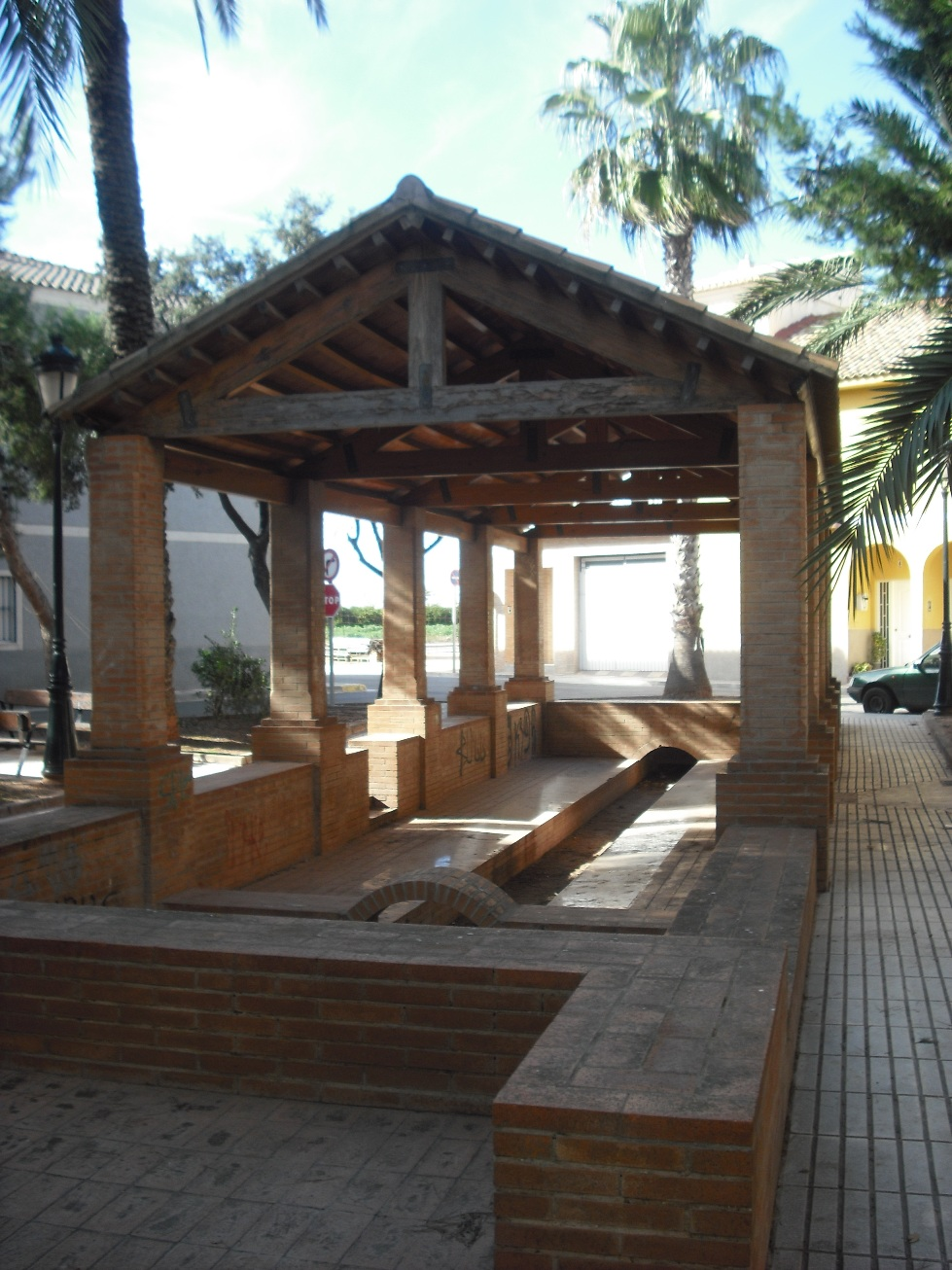
Antiguo lavadero

Si bien la villa quedó despoblada en 1610, la recuperación fue rápida. En 1794 tenía más de 400 habitantes, población que fue aumentando paulatinamente hasta los 1158 de 1877 y que ha seguido creciendo a un ritmo sostenido.

## Economía
Basada tradicionalmente en la agricultura, hoy día es un pueblo principalmente industrial y terciario. En 2001 sólo un 7 % de la población activa se dedicaba a la agricultura, de la que quedan 239 divididas en 122 de hortalizas, 100 de cítricos y 17 de patatas. Los cultivos de huerta se logran en rotaciones intensivas que producen tres cosechas anuales. El 22 % de la población trabajaba en la industria, el 13,3 % en la construcción y el 57,5 % en el sector servicios. El polígono industrial del Mediterráneo, que comparte con Masalfasar, es una de las mayores concentraciones industriales de toda la huerta valenciana, solo por detrás de Paterna, Aldaya, Cuart de Poblet, Silla y Valencia. Destacan las fábricas de productos metálicos, industrias de la madera, manufacturas plásticas, productos minerales no metálicos y maquinaria. Paradójicamente, la proporción de población dedicada a la industria es una de las más bajas de la comarca.

## Comunicaciones

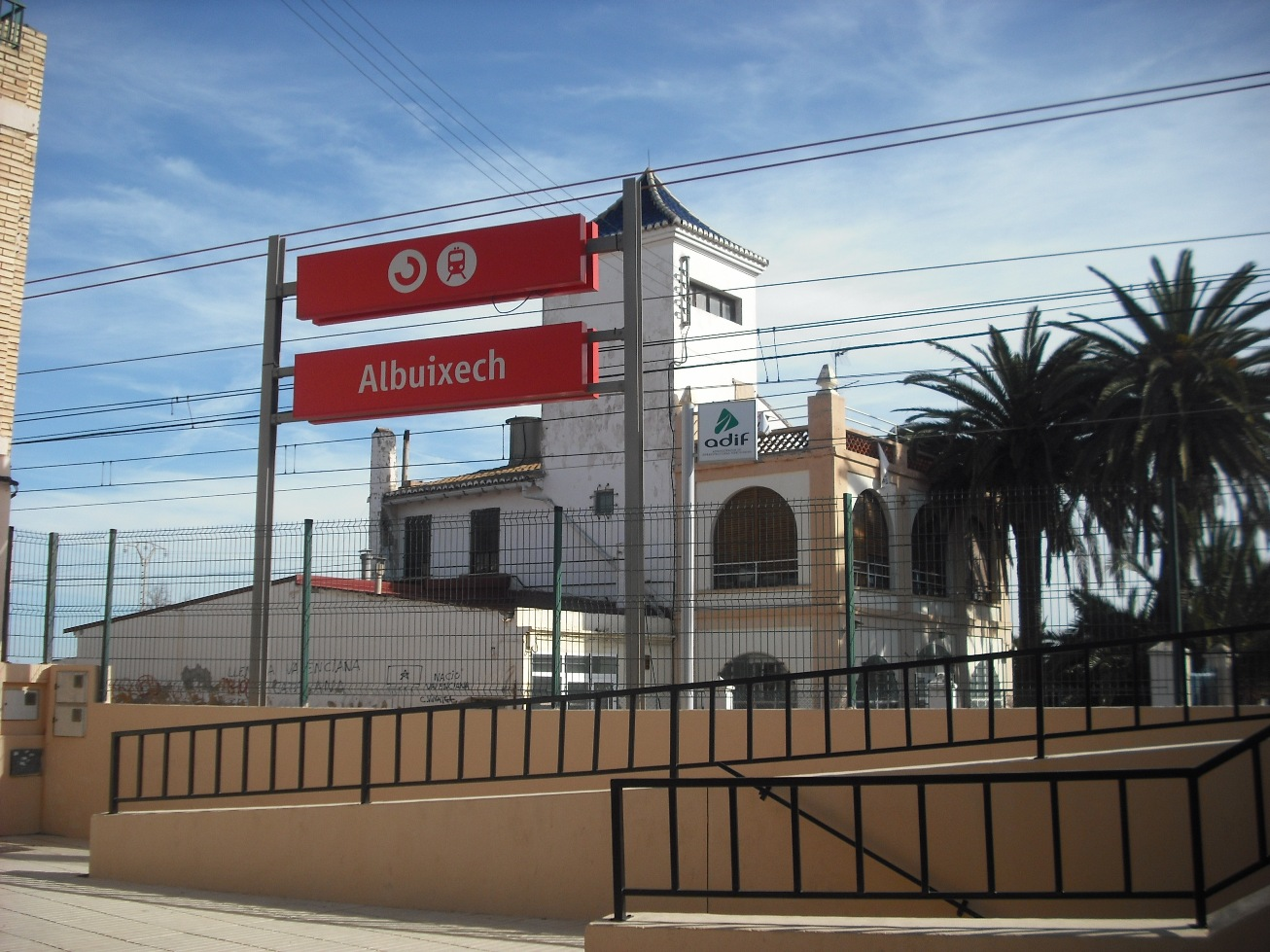
Estación de ferrocarril de Albuixech.

Se accede a esta localidad desde Valencia tomando la V-21 y luego la CV-32. También cuenta con estación de ferrocarril de la línea C-6 de Cercanías Valencia.

## Administración y política
| Periodo   | Nombre                       | Partido   |
| --------- | ---------------------------- | --------- |
| 1979-1983 | Luis Helenio Juanes Requena  | UCD       |
| 1983-1987 | Ramón Gimeno Tamarit         | PSPV-PSOE |
| 1987-1991 | Ramón Gimeno Tamarit         | PSPV-PSOE |
| 1991-1995 | Ramón Gimeno Tamarit         | IPA       |
| 1995-1999 | Mariano Tamarit Lleyda       | PP        |
| 1999-2003 | Mariano Tamarit Lleyda       | PP        |
| 2003-2007 | Mariano Tamarit Lleyda       | PP        |
| 2007-2011 | Josep Vicent Andreu Castelló | PSPV-PSOE |
| 2011-2015 | Josep Vicent Andreu Castelló | PSPV-PSOE |
| 2015-2019 | Josep Vicent Andreu Castelló | PSPV-PSOE |
| 2019-2023 | Josep Vicent Andreu Castelló | PSPV-PSOE |
| 2023-act. | Marta Ruiz Peris             | PSPV-PSOE |

## Patrimonio
- Iglesia parroquial: Situada en la plaza Mayor, es un edificio de una sola nave, iniciado en 1783 y reformado en 1891 con la construcción del campanario y remodelación de la fachada.[5]
- Ermita del Cristo de la Misericordia: De 1951, se encuentra en el camino de Mahuella, a unos 600 m del pueblo.[5]
- Fuente de San Ramón Nonato: Construida en 1926 en la plaza Mayor,[5] consiste en una fuente de cuatro caños dispuestos alrededor de un cuerpo cuadrado, sobre el que se alzan cuatro columnas dóricas, y sobre ellas, un pedestal y la estatua de San Ramón.

## Cultura

### Fiestas locales
- Fiestas Patronales. Tienen lugar entre el 23 de agosto y el 2 de septiembre.
- San Ramón. Se celebra el 31 de agosto.[5]

### Gastronomía
El arroz es la base de la cocina local y predominante en todo el litoral siendo el plato más conocido la paella. Pero también son muy comunes de la zona de la huerta el arroz a banda (arròs a banda) plato marinero al que dan el sabor el pescado y los mariscos; el clásico arroz con judías y acelgas (arròs amb bledes) típico de Cuaresma por no incluir carnes en sus ingredientes. Sin olvidar el arroz al horno (arròs al forn) y la caldera (arròs amb fesols i naps) muy común en celebraciones multitudinarias y que son dos platos con gran arraigo en la Huerta de Valencia.

## Observatorio Astronómico de Albuixech

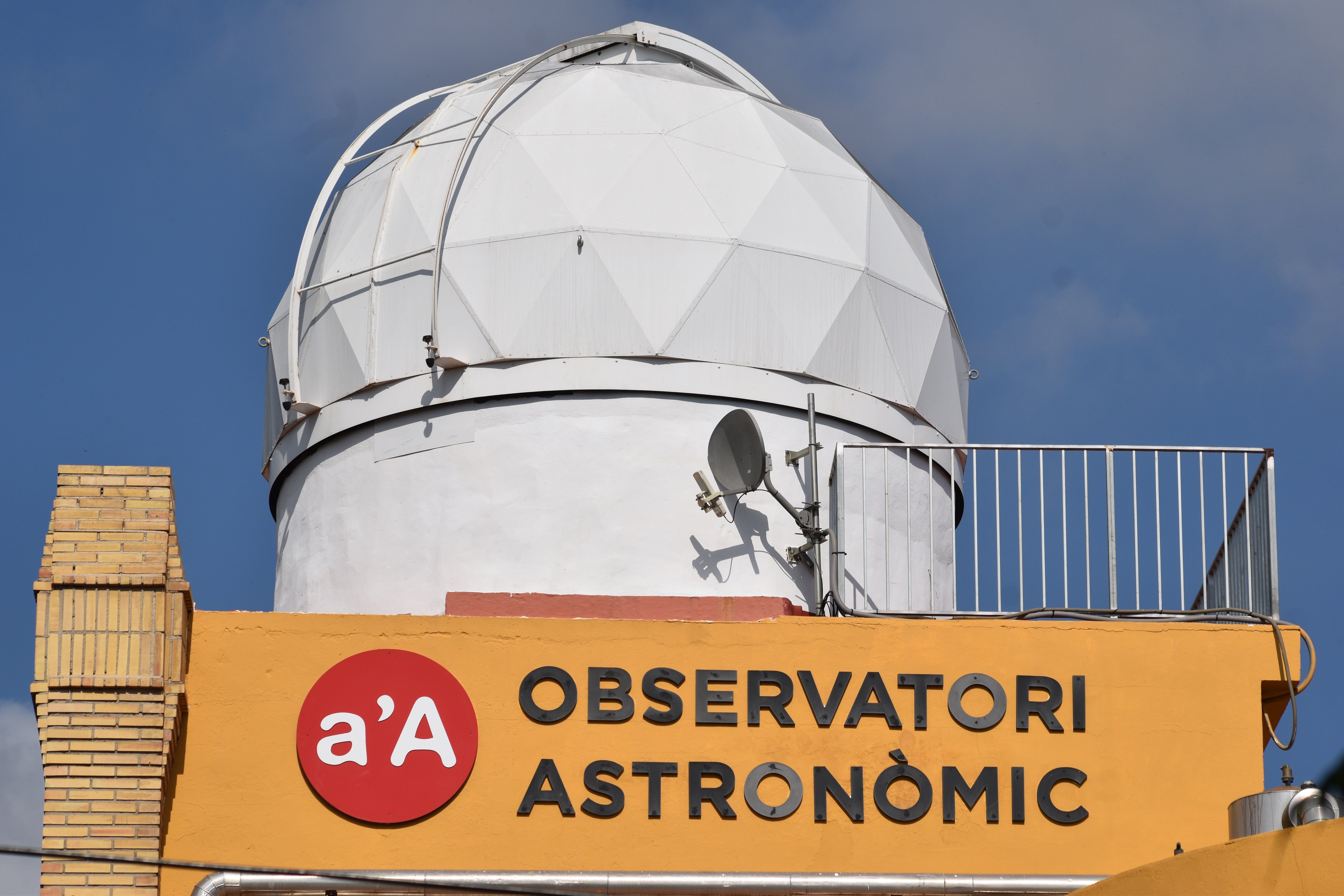
Exterior del Observatorio astronómico de Albuixech

El origen del observatorio se remonta a los inicios de la década de los 90 como una aspiración de la nueva asociación astronómica que se había formado unos pocos años antes con la llegada del cometa Halley. La idea de crear un espacio público para la adecuada observación del cielo le fue trasladada a la corporación municipal de la época, de la que se obtuvo un apoyo total desde el primer momento facilitando los recursos necesarios y un emplazamiento adecuado como es la Casa de la Cultura. 
El telescopio, en esta primera etapa, era un reflector tipo Newton con un espejo primario de 400mm que contaba con una montura ecuatorial operada por un sistema de seguimiento electrónico. Tanto el telescopio, su montura, el control y la cúpula se construyeron de forma artesanal por los miembros de la asociación.

### Observatorio moderno

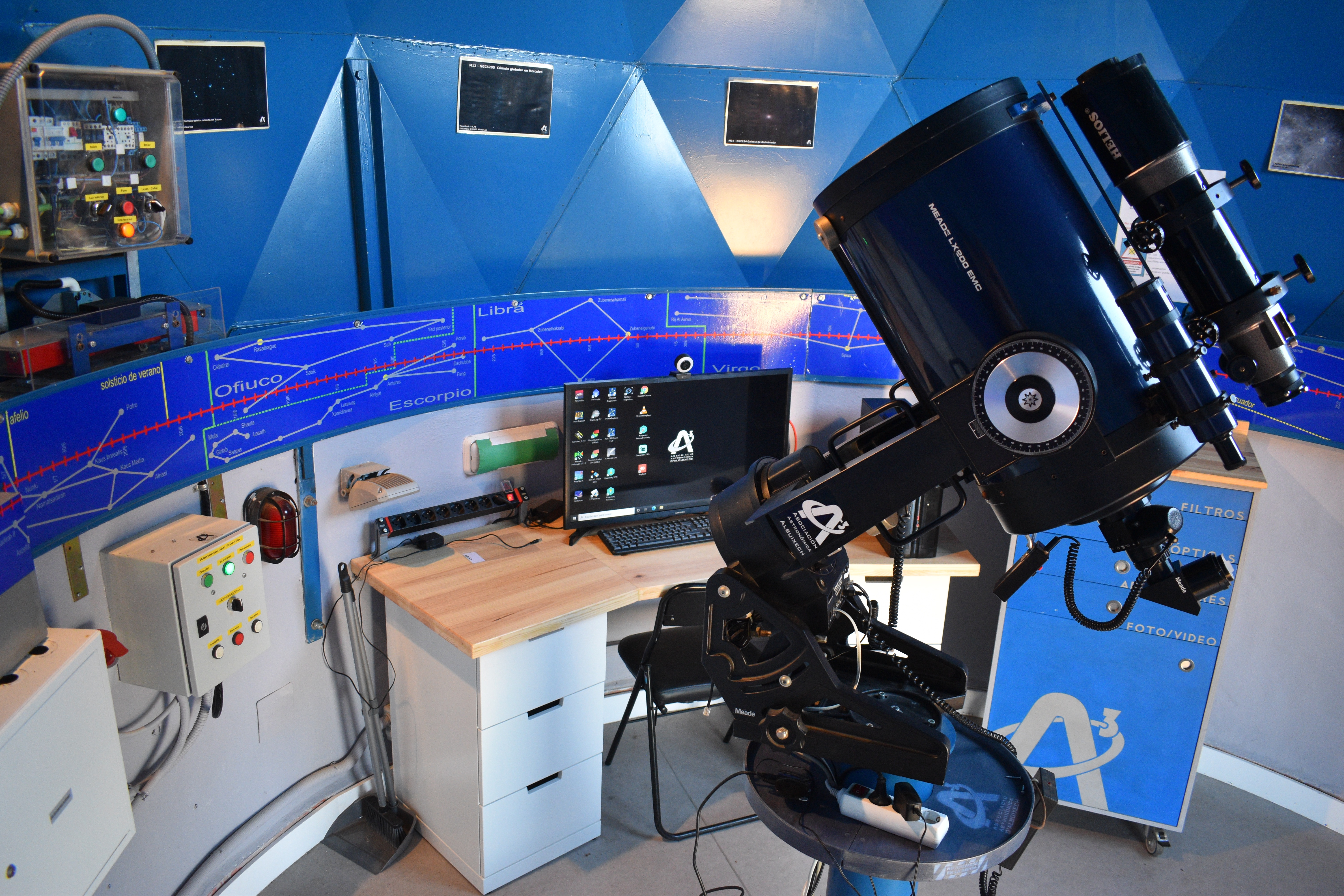
Interior del observatorio

El actual observatorio es fruto de una profunda remodelación que se llevó a cabo a comienzos de 2018. Se instaló una nueva cúpula motorizada y un nuevo telescopio capaz de captar 1700 veces más luz que el ojo humano. La mejora de instalaciones y material permiten la realización de actividades divulgativas con total comodidad. 
El domo geodésico de 4,35 m de diámetro alberga en su interior un telescopio tipo Schmidt-Cassegrain de 300mm y 3048mm de distancia focal (f/10) que puede manejarse desde el ordenador del recinto. Como equipamiento opcional dispone de cámaras para fotografía planetaria y de cielo profundo, un telescopio refractor apocromático (100mm f/9) de campo amplio con montura ecuatorial GoTo y un telescopio solar de banda hidrógeno alfa. 
Por el observatorio de Albuixech pasan anualmente miles de visitantes para disfrutar de las observaciones astronómicas que se realizan periódicamente. Estar situado en el área metropolitana de Valencia permite que sea de fácil acceso para una importante cantidad de población, siendo el único observatorio de estas características en la provincia.
El observatorio está operado por la Asociación Astronómica de Albuixech que también organiza otros eventos divulgativos como charlas de expertos, exposiciones, formación en el manejo del instrumental y salidas al campo en grupo buscando áreas exentas de contaminación lumínica donde realizar observaciones y sesiones de astrofotografía.